# Heteroconger camelopardalis
Heteroconger camelopardalis és una espècie de peix pertanyent a la família dels còngrids.

## Hàbitat
És un peix marí, demersal i de clima tropical.

## Distribució geogràfica
Es troba a l'Atlàntic sud-occidental (el nord-est del Brasil, incloent-hi Fernando de Noronha) i l'Atlàntic sud-oriental (l'illa de l'Ascensió).

## Observacions
És inofensiu per als humans.